# Платонов, Пётр Саввич
Пётр Саввич Платонов (9 [21] августа 1823, Серебрянка, Новооскольский уезд, Курская губерния, Российская империя — 3 [15] июля 1860, Дрезден, Германский союз) — российский медик, хирург и анатом; профессор Императорской медико-хирургической академии.

## Биография
Родился 9 (21) августа 1823 года в семье протоиерея слободы Серебрянка Старооскольского уезда Курской губернии. Среднее образование получил в Старооскольском духовном училище, в котором дошёл до богословского класса. В 1846 году поступил в Петербургскую Императорскую медико-хирургическую академию, где блестяще окончил курс в 1851 году, получив вместо звания лекаря — звание докторанта. Как наиболее отличившийся из студентов своего курса, он был награждён премией Буша и получил золотую медаль. Будучи ещё на четвёртом курсе, он исполнял обязанности ординатора в хирургической клинике, за что при выпуске из академии получил 300 рублей.
Был назначен врачом в карабинерный полк и прикомандирован ко 2-му Военно-сухопутному госпиталю, где продолжал работать в качестве ординатора в клинике Николая Ивановича Пирогова. В 1852 году переведён в пехотный Принца Прусского полк и в том же году окончательно определён сверхкомплектным ординатором в упомянутый госпиталь, который составлял часть академии. За это время он подготовил диссертацию хирургического содержания и, защитив её 16 мая 1853 года, был удостоен степени доктора медицины.
Вскоре он принял, по предложению профессора Павла Андреевича Нарановича, должность прозектора описательной анатомии; при этом, кроме прозекторских занятий, на него были возложены репетиции и преподавание части анатомии под руководством профессора. В то же время он был оставлен ординатором госпиталя; 10 января 1854 года эти распоряжения были утверждены военным министром. В 1854 году он был, кроме того, утвержден учителем Фельдшерской школы. Несмотря на такую массу обязанностей, Платонов успешно читал анатомию студентам 1-го и 2-го курсов академии, заменяя Нарановича. Лекции его постоянно сопровождались демонстрацией свежих анатомических препаратов; аудитория его была переполнена студентами; скоро он приобрёл репутацию выдающегося преподавателя, и 6 сентября 1855 года Конференция академии официально поручила ему преподавание анатомии студентам 1-го курса, за что ему было назначено добавочное содержание по 500 рублей в год. В том же году он напечатал первые две части составленного им руководства по описательной анатомии (учение о костях и суставах).
В 1856 году Конференция академии, по предложению Нарановича, решила ходатайствовать о назначении особого адъюнкт-профессора по кафедре описательной анатомии для чтения лекции студентам 1-го курса; по мнению профессора А. И. Таренецкого, «возобновление адъюнктуры анатомии, уничтоженной при возникновении Анатомического института, имело, по-видимому, главной целью упрочить и выделить положение Платонова». В том же году он был избран, по предложению Рклицкого, на вакантную после Неммерта кафедру адъюнкт-профессора оперативной хирургии и хирургической клиники, с тем, чтобы он продолжал читать и описательную анатомию; 17 сентября 1856 года военный министр утвердил Платонова в этой должности.
Современник и коллега Платонова Николай Иванович Кульбин в биографическом очерке об учёном неподдельно восхищался его трудолюбием и удивлялся как он успевал одновременно исполнять такое количество обязанностей возложенных на него после нового назначения:
- читал десмургию (учение о повязках) и механургию (учение об инструментах, протезах и пр.) и занимался со студентами положением различного рода повязок частью на фантоме, а частью на больных. Кроме того, для большей пользы студентов, он брал для своих лекции больных со свежими вывихами и переломами, поступавших к клинику в течение года;
- проводил операции на трупах по различным методам со студентами 5-го курса; при этом он излагал вместе и краткий курс хирургической анатомии;
- занимался со студентами 4-го курса перевязками больных в хирургической академической клинике, производством операций на трупах и на живых, критическим разбором историй и вскрытиями больных, умерших в клинике;
- читал полный курс описательной анатомии по свежеприготовленным препаратам для студентов 1-го курса и упражнял студентов репетициями по свежим и сухим препаратам.

В июле 1857 года Платонов был назначен, кроме того, особым хирургом по 2-му Военно-сухопутному госпиталю. После чтения лекций, главная обязанность его состояла в осмотре прибывавших в госпиталь больных, нуждавшихся в немедленной помощи в не учебное время. Во время каникул он заменял профессора госпитальной хирургической клиники.
Кроме Нарановича Платонов был и одним из ближайших учеников Н. И. Пирогова и в своей хирургической деятельности постоянно следовал анатомическому направлению, которое дал хирургии его учитель. Ему было особенно легко проводить этот принцип, потому что он был одновременно анатомом и хирургом.
Обладая изящной наружностью, прекрасным общим образованием и блестящими ораторскими способностями, он был в то же время даровитым хирургом-практиком. Лекции его отличались зрелостью мысли, строгим анализом и литературной обработкой, почему он был любимцем студентов.
В 1858 году Платонов окончил своё руководство по описательной анатомии, и оно было удостоено премии Загорского; кроме того, автор получил в награду годовой оклад жалованья, а за поднесение сочинения государю — подарок. В том же году он был избран экстраординарным профессором оперативной хирургии и тогда же командирован на один год за границу, но затем срок командировки был продолжен ещё на один год.
За границей Платонов изучал различные медицинские школы, для того, чтобы по возвращении вести самостоятельную клинику, но ему уже не было суждено вернуться в Россию: предыдущая его деятельность была чрезмерно напряженной, и заболев в Гейдельберге воспалением легких, он уже не поправился, несмотря на поездку в Венецию. Возвращаясь оттуда, Пётр Саввич Платонов умер 3 июля 1860 года в Дрездене от чахотки.
Член Императорского Вольного экономического общества и Общества русских врачей.